# Yūya Hashiuchi
Yūya Hashiuchi (橋内 優也?, Hashiuchi Yūya; Rittō, 13 luglio 1987) è un ex calciatore giapponese, di ruolo difensore.

## Palmarès

### Club

#### Competizioni nazionali
- J2 League: 2

Sanfrecce Hiroshima: 2008
Matsumoto Yamaga: 2018